# Der Turm (Gedicht)
Der Turm (Originaltitel: The Tower) ist ein Gedicht des irischen Dichters und Literaturnobelpreisträgers William Butler Yeats. Es entstand 1926 und wurde 1928 mit weiteren Gedichten in dem Gedichtband The Tower veröffentlicht.
Wie das 1927 entstandene Segeln nach Byzantium beschäftigt sich Yeats mit den Problemen des Alterns auf eine spirituelle wie auch emotionale Weise.

## Aufbau und Stil
Der Turm besteht insgesamt aus drei Teilen und insgesamt 19 Strophen zu unterschiedlicher Verslänge. Metrum und Reime sind frei, treten aber beide immer wieder konzentriert auf.
Yeats schrieb mit Der Turm eines seiner schwierigsten Gedichte, welches teilweise zur Freundschaft mit dem Modernisten Ezra Pound beeinflusst wurde. Free Verse und fragmentarische Schilderungen lassen Der Turm Yeats’ Übergang zur Moderne werden.

## Inhalt
Im ersten Teil des Gedichtes geht es um die Unzufriedenheit mit dem Körper und dem seelischen Zustand, mehr gewillt denn je zu sein, sich ins Leben zu werfen. Man wird durch den Körper unfähig, obwohl der Geist noch jung und willig ist.
Der zweite Teil, der 13 der 19 Strophen stellt, handelt von einer Art Film des Lebens. Dem lyrischen Ich gehen verschiedene Geschichten und Situationen und Personen durch den Kopf.
Im wieder kurzen dritten Teil wird so etwas wie ein Letzter Wille und Testament aufgesetzt und die Idee vom willigen Geist im schwachen Fleisch fortgesetzt.